# Casal Català Republicà
El Casal Català Republicà és una obra de Juncosa (Garrigues) inclosa a l'Inventari del Patrimoni Arquitectònic de Catalunya.

## Descripció
És un edifici de planta baixa, primer pis i golfes. Està fet de grans pedres irregulars després arrebossades de blanc i a la part inferior hi ha un sòcol de pedra. El més característic de l'edifici és la tribuna que ocupa el primer pis i les golfes. Al primer pis hi ha un balcó corregut amb dues obertures i enmig sobressurt la tribuna que s'alça fins al pis superior; en aquest, la barana imita la textura dels troncs d'un arbre.
A la planta baixa hi trobem dues portades: envoltant la petita, avui transformada en porta de garatge, hi havia un arc amb la data de 1858, que avui ha desaparegut sota l'arrebossat. L'altre, avui única porta d'entrada, és més gran i de portes massisses de fusta. Està cobert a dues aigües amb teula.

## Història
L'edifici era propietat de la família Pubill. Aquesta gent arrendaren l'immoble al poble per fer-ne un casal on hi tenien lloc tertúlies, actes polítics i altres activitats lúdiques. Amb la guerra civil (1936- 1939) el local es precintà quedant sense ús. El propietari aleshores era Isidre Pou Estivill i hi posà una fleca que es mantingué fins a la dècada dels setanta. Entre 1991 i 1998 es remodelà i actualment torna a fer-se servir com a habitatge.